# Adrenalize (álbum)
Adrenalize es el quinto álbum de estudio de la banda de rock británica Def Leppard, lanzada en 1992. El disco fue el primero de la banda en el que no participó Steve Clark, quien falleció en 1991. Fue producido por Mike Shipley y Def Leppard, con Robert John "Mutt" Lange como productor ejecutivo.

## Historia
Al final de la gira mundial de Hysteria en octubre de 1988, Def Leppard prometió a la prensa que su próximo álbum no tomaría otros cuatro años en ser publicado, y rápidamente volvieron a concentrarse unas semanas más tarde para empezar a trabajar en el estudio. Debido al rotundo éxito de su álbum anterior (con siete sencillos en total), le permitió a la banda vivir a la sombra de su éxito por alrededor de dos años sin preocuparse por grabar nuevo material.
Sin embargo, el alcoholismo de  Steve Clark estaba tomando un giro hacia lo peor. Considerando que la gira lo había mantenido sobrio en el escenario, fuera de escena su condición estaba empezando a afectar su trabajo en el estudio. Además, Mutt Lange, no estaba disponible para volver como productor, debido a que estaba trabajando con el roquero canadiense Bryan Adams en el álbum Waking Up the Neighbours.
La banda escogió producir el álbum ellos mismos. Los problemas con Steve no contribuyeron a promover el progreso y, de hecho, estaban empezando a retroceder. A finales de 1989, Clark fue encontrado inconsciente en una cuneta en Minneapolis, Minnesota. Fue enviado de inmediato a rehabilitación, y miembros de la banda (junto con Lange) comenzaron a asistir a una terapia de confrontación para intentar avergonzarlo y vencer a sus adicciones. En un movimiento desesperado por ayudar a su amigo, el técnico de guitarra Malvin Mortimer (Stumpus Maximus) sería asignado para vigilar las 24 horas a Clark, según Joe Elliott, era una tarea difícil. 
Nada de esto demostró ser fructífero, y en agosto de 1990, la banda de Clark le concedió una licencia de seis meses de ausencia. Si bien se esperaba que esta pausa lo liberara de tensiones, Def Leppard parecía resignada al hecho de que ya no podían hacer nada por Clark. 
El 8 de enero de 1991, Steve Clark fue encontrado muerto en su casa de Londres por su novia Janie Dean. El informe del forense reveló que Clark había muerto de una mezcla accidental de alcohol con analgésicos y antidepresivos que llevó a la compresión del tronco cerebral. 
Después de un breve período de incertidumbre sobre el futuro de la banda, los miembros restantes decidieron continuar su trabajo en el álbum. El exingeniero de Lange, Mike Shipley, fue contratado como coproductor, mientras que Lange mantuvo un papel secundario a través de llamadas telefónicas y demos que se le enviaron. 
Una búsqueda para el reemplazo de Clark se llevó a cabo hasta después de la realización del álbum, con sesiones de grabación que progresaron rápidamente en los años que siguieron.
El 31 de marzo de 1992, fue lanzado en todo el mundo Adrenalize, como quinto álbum de estudio de Def Leppard. Mientras que algunos comentarios fueron favorables (la revista Rolling Stone le concedió 4 de 5 estrellas), muchos críticos atacaron el álbum por ser demasiado esquemático y similar a la Hysteria. 
Aunque Clark había muerto antes del lanzamiento del álbum y no participó en el proceso de grabación, casi todas las canciones en el álbum fueron, al menos, coescritas por él. A la fecha, este ha sido el único trabajo del grupo que se ha acreditado como un cuarteto. Phil Collen fue el encargado de grabar todas las guitarras.
Para mayor complicación, Adrenalize fue publicado durante la época en que el grunge y bandas de rock alternativo rompían en la corriente principal a expensas de las bandas de "glam metal/ pop metal". No obstante, Adrenalize debutó en la posición número uno en el Reino Unido y los EE. UU. (rápidamente siendo triple platino allí). Por lo que a pesar de todas las adversidades enfrentadas, el álbum logró ser un éxito inmediato, y hasta la fecha ha vendido alrededor de 15 millones de copias en todo el mundo.
El álbum fue dedicado a la memoria de Steve Clark. La canción "White Lightning" fue escrita acerca de él, porque sus compañeros lo apodaron de esa forma por su preferencia a usar ropa blanca en el escenario. Con sus 7:03 minutos, es con mucho la canción más larga del disco.
El exguitarrista de Dio y Whitesnake el norirlandés Vivian Campbell, un viejo amigo de la banda, fue traído como el miembro más reciente en abril de 1992. Aparece en todos los vídeos promocionales de los sencillos del álbum (excepto en "Let's Get Rocked"), a pesar de no tocar en él, dando una vez más la imagen de un quinteto, es así como la banda participa en el Tributo a Freddie Mercury.
La canción "Let's Get Rocked" fue incluida en la película Rock Star (así como la canción de  Pyromania "Rock! Rock! Till You Drop"). 
Una edición de lujo de Adrenalize, fue lanzada el 8 de junio de 2009, e incluye una versión remasterizada digitalmente del álbum, además de un bonus CD que contiene caras B de los sencillos del álbum.

## Cultura popular
En 1993, Una parte de la primera canción del Disco Adrenalize, formó parte del Spot Publicitario de la empresa de Estética Paraguaya Rommy Intercoiffure (Hoy, Rommy Femenino/Masculino) que celebraba su 15° Aniversario, junto a Sadeness (Part I) de Enigma  , para rematar con la Deep Note de THX.

## Lista de canciones
1. Let's Get Rocked (Joe Elliott/Phil Collen/Rick Savage/Mutt Lange) – 4:56
2. Heaven Is (Joe Elliott/Phil Collen/Steve Clark/Rick Savage/Mutt Lange) – 3:37
3. Make Love Like a Man (Joe Elliott/Phil Collen/Steve Clark/Mutt Lange) – 4:13
4. Tonight (Joe Elliott/Phil Collen/Steve Clark/Rick Savage/Mutt Lange) – 4:03
5. White Lightning (Joe Elliott/Phil Collen/Rick Savage/Mutt Lange) – 7:03
6. Stand Up (Kick Love Into Motion) (Joe Elliott/Phil Collen/Steve Clark/Mutt Lange) – 4:31
7. Personal Property (Joe Elliott/Phil Collen/Rick Savage/Mutt Lange) – 4:20
8. Have You Ever Needed Someone So Bad (Joe Elliott/Phil Collen/Mutt Lange) – 5:25
9. I Wanna Touch U (Joe Elliott/Phil Collen/Steve Clark/Rick Allen/Mutt Lange) – 3:38
10. Tear It Down (Joe Elliott/Phil Collen/Steve Clark/Mutt Lange) – 3:38

## Personal
- Joe Elliott - voz
- Phil Collen - guitarra
- Rick Savage - bajo
- Rick Allen - batería